# Heterogomphus orsilochus
Heterogomphus orsilochus är en skalbaggsart som beskrevs av Wilhelm Ferdinand Erichson 1847. Heterogomphus orsilochus ingår i släktet Heterogomphus och familjen Dynastidae. Inga underarter finns listade i Catalogue of Life.